# Haltravský hřeben
Haltravský hřeben este o arie protejată (arie specială de conservare — SAC, sit de importanță comunitară — SCI) din Republica Cehă întinsă pe o suprafață de 965,35 ha, integral pe uscat.

## Localizare
Centrul sitului Haltravský hřeben este situat la coordonatele 49°26′50″N 12°45′28″E / 49.447222°N 12.757778°E.

## Înființare
Situl Haltravský hřeben a fost declarat sit de importanță comunitară în noiembrie 2009 pentru a proteja un număr necunoscut de specii din flora spontană și fauna sălbatică aflate în arealul zonei. Situl a fost protejat și ca arie specială de conservare în iulie 2012.

## Biodiversitate
Situată în ecoregiunea continentală, aria protejată conține 2 habitate naturale: Păduri de fag Luzulo-Fagetum, Păduri pe pante, grohotișuri și ravene de Tilio-Acerion.
La baza desemnării sitului se află un număr nedeclarat de specii protejate.